# 水井坊
水井坊（上交所：600779），公司前身系四川制药厂，1993年3月始进行股份制改组，於1996年12月6日上市。主要產品為同名的白酒，原为全兴大曲推出的高档白酒。始於元朝釀製。酒坊位于中國成都老东门大桥外，是一座元、明、清三代川酒老烧坊的遗址，被譽為「中国白酒第一坊」，亦是历史上最古老的白酒作坊。

## 併購
2008年9月水井坊入股湖南南洲大曲酒业有限公司，2010年初公司股份重组成湖南南洲酒业有限公司，水井坊成为第一大股东，将版图由原浓香型白酒扩展至兼香型白酒。
2011年6月，經過多次收購活動之後，國際酒業龍頭帝亚吉欧集團已持有水井坊53％的股權，增持到60.3%的申請亦於2012年初穫官方批准。
2013年7月，中國當局批准剩餘的47%股权全數转让给帝亚吉欧，作價2.33億英鎊，交易完成後，帝亚吉欧全资拥有水井坊集团公司股份，集中精力专营高档水井坊白酒，并将中档白酒全兴大曲剥离出售给光明食品和成都金瑞通实业，由拥有全兴大曲67%股份的光明食品控股。

## 中国地理标志产品
水井坊酒为中国地理标志产品。保护范围成都市水井街、土桥区、大塘区、郫县区现辖行政区域。